# Городницька волость
Городницька волость — історична адміністративно-територіальна одиниця Новоград-Волинського повіту Волинської губернії Російської імперії, УНР та Української СРР. Волосний центр — містечко Городниця.

## Населення
За довідником 1885 року чисельність населення становила 6 958 осіб (3 440 чоловічої статі та 3 518 — жіночої), 378 дворових господарств.

## Історія та адміністративний устрій
Станом на 1885 рік складалася з 11 поселень, 11 сільських громад.
|                     | Площа, десятин | У тому числі орної, дес. |
| ------------------- | -------------- | ------------------------ |
| Сільських громад    | 5178           | 1380                     |
| Приватної власності | 1328           | 301                      |
| Казенної власності  | 62             | 33                       |
| Іншої власності     | 1921           | 947                      |
| Загалом             | 25819          | 2661                     |

Основні поселення волості:
- Городниця — колишнє власницьке містечко на річці Случ, 648 осіб, 46 дворів, волосне управління (повітове місто — 35 верст; православних церков , кател, єврейський молитовний будинок, водяний млин, порцелянова фабрика. За 1 версту — колонія німецька Мечиславівка з молитовним будинком. За 4 верст — німецька Гофманівка з молитовним будинком. За 5,8,13,15 верст — смоляні заводи. За 7 верст — Кривильський скляний завод. За 10 верст — Курицький скляний завод. За 22 версти — німецька колонія Дубровка з молитовним будинком.
- Красилівка — колишнє власницьке село при р. Церем, 564 осіб, 63 дворів, православна церква, школа.
- Курчиці — колишнє власницьке село при р. Случ, 610 осіб, 48 дворів, православна церква.
- Михіївка — колишнє державне село при р. Церем, 547 осіб, 41 двір[1].

У 1923 році на території волості утворено Березниківську, Городницьку, Дубниківську, Кленівську, Ковалевицьку, Кривальсько-Гутську, Курчицьку, Лучицьку, Михіївську та Суховільську сільські ради. 7 березня 1923 року, відповідно до указу ВУЦВК «Про адміністративно-територіальний поділ», територію волості включено до складу новоутвореного Городницького району Житомирської округи.